# Jurij Kolomojec'
Jurij Mykolajovyč Kolomojec' (in ucraino Юрій Миколайович Коломоєць?; Kryvyj Rih, 22 marzo 1990) è un ex calciatore ucraino, di ruolo attaccante.

## Carriera
Iniziò la sua carriera calcistica nel 1999 nelle giovanili del Kryvbas, dove giocò  per 8 anni. Venne preso nel 2007 dalla prima squadra del Kryvbas per poi trasferirsi nel 2008 al naftovyk-ukrnafta dove giocò 10 partite. Successivamente si trasferì in altre squadre ucraine ma mostrò il suo talento nel hirnyk-sport dove segnò 38 goal su 74 partite. Nel 2017 giocò nella nazionale dell'Ucraina dove giocò solo 1 partita. Ad oggi conta 82 goal.